# Mariahilfstolln

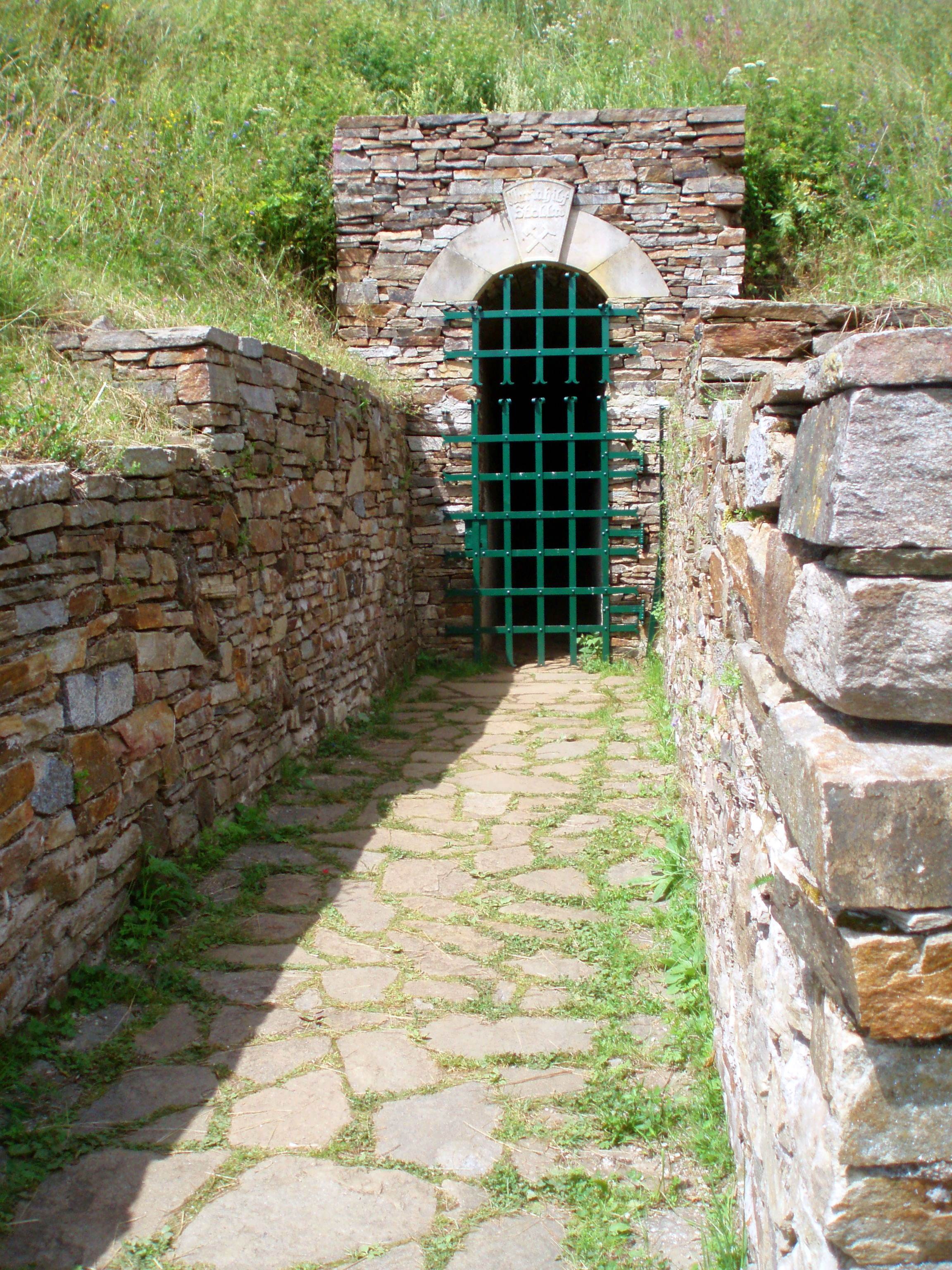
Stollnmundloch

Der Mariahilfstolln, auch Mariahilf-Stollen (tschechisch Marie Pomocná), ist ein Besucherbergwerk in Měděnec (Kupferberg) in Tschechien. Es wurde im Mai 2007 wiedereröffnet, nachdem der Stolln bereits am 31. Juli 1910 als Zugang zu den Malachithöhlen für Touristen geöffnet worden war. Hier wurde früher hauptsächlich Malachit abgebaut. Der Stolln führt unterhalb vom Mědník (Kupferhübel, 910 m) in den Berg.